# Bordell

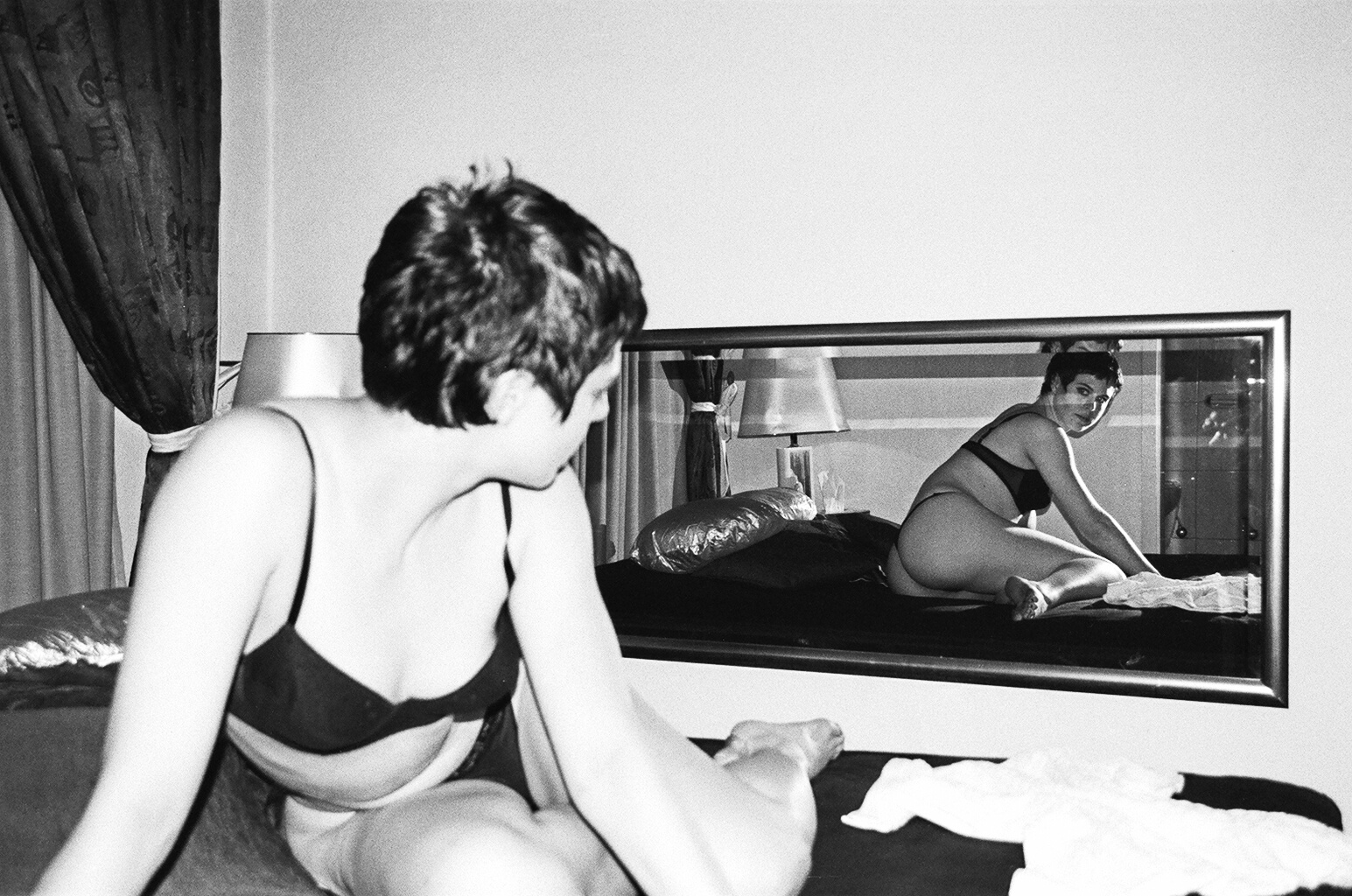
Prostituta en un bordell a Berlín

Un bordell, prostíbul, casa de cites o casa de barrets és un local on s'exerceix la prostitució.
En alguns països aquests indrets són il·legals i clandestins. Això no obstant la pràctica de la prostitució no és un delicte a Espanya, sense perjudici que els articles 187 i següents del codi penal espanyol tipifiquen algunes accions relacionades amb la prostitució, especialment la inducció a la prostitució de menors i el proxenetisme, com a delictes. Malgrat tot, els bordells són dirigits sovint per un proxeneta però de vegades ho fa una de les prostitutes, que popularment és coneguda amb el nom de madam.